# Jeruk Legi
Jeruk Legi is een bestuurslaag in het regentschap Sidoarjo van de provincie Oost-Java, Indonesië. Jeruk Legi telt 3139 inwoners (volkstelling 2010).